# Reinhard Furrer
Reinhard Alfred Furrer, nemški fizik, pedagog in astronavt, * 25. november 1940, Woergl, Avstrija, † 9. september 1995, Berlin, Nemčija.